# 富阿莱费凯
8°25′39″S 179°07′21″E / 8.4274°S 179.1224°E

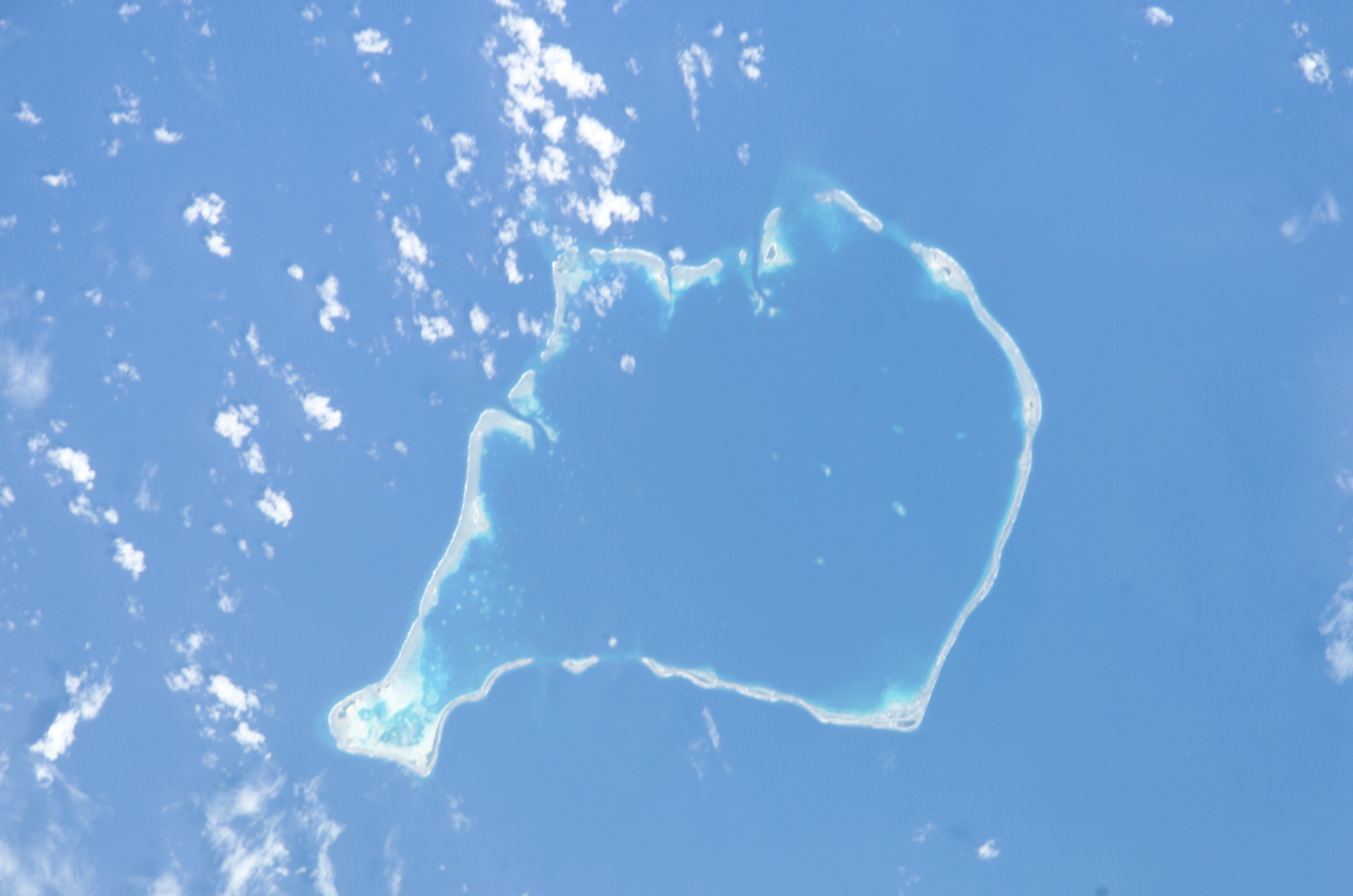
富納富提全圖

富阿莱费凯（英語：Fualefeke Isle）是一個位於圖瓦盧首都富纳富提的一座珊瑚礁島嶼。該島年平均降雨量为3,645毫米。最潮湿的月份是1月，降雨量为571毫米，最乾燥的月份是9月，降雨量为181毫米。